# Ema (pel·lícula)
Ema és una pel·lícula xilena de 2019, del director xilè Pablo Larraín, amb un guió escrit per ell mateix, al costat de Guillermo Calderón i Alejandro Moreno. És la primera pel·lícula del director des de les seves premiades Jackie i Neruda en 2016 i, segons havia avançat el portal especialitzat IndieWire, rodada íntegrament a Xile. És protagonitzada per Mariana di Girolamo i Gael García Bernal, qui per tercera vegada s'uneix al director, juntament amb els xilens Santiago Cabrera i Paola Giannini, entre d'altres. La seva estrena mundial va tenir lloc al Festival Internacional de Cinema de Venècia, on va ser seleccionada per a competir pel Lleó d'Or 2019, premi principal de la Mostra. Immediatament després serà presentada fora de competició a Toronto, al TIFF 2019, en el que constituirà la seva estrena a Amèrica del Nord. Després d'estar a Amèrica del Nord arribarà una altra vegada a Europa, Espanya i Londres són els pròxims destins de la pel·lícula.

## Argument
Un dolorós procés d'adopció vist des del punt de vista dels pares qüestiona la idea que es té sobre la família com a tal.
Desenvolupada al Valparaíso actual, en un ambient on els protagonistes són persones lligades al món de la dansa. En aquest entorn és que Ema intenta reconstruir la seva vida després que un terrible succés ha aconseguit desestabilitzar la seva família i el seu matrimoni.

## Repartiment
- Mariana di Girolamo com Ema.
- Gael García Bernal com Gastón.
- Santiago Cabrera com Aníbal.
- Paola Giannini com Raquel.
- Giannina Fruttero
- Eduardo Paxeco
- Mariana Loyola
- Catalina Saavedra com Marcela.
- Antonia Giesen
- Josefina Fiebelkorn
- Paula Luchsinger
- Paula Hofmann
- Susana Hidalgo
- Claudio Arredondo
- Amparo Noguera com la directora de col·legi.
- Diego Muñoz
- Emilio Edwards
- Claudia Cabezas
- Paula Zúñiga
- Trinidad González
- Cristian Suarez com Polo, fill adoptiu d' Ema i Gastón.

## Crítica especialitzada
Al lloc de recopilacions crítiques Rotten Tomatoes, Ema té una valoració positiva que aconsegueix al 91%, basada en 69 ressenyes, amb una puntuació de 7,38/10, i un consens crític que resumeix: "Bellament filmada i poderosament actuada, Ema li atorga un gir completament distintiu a la seva història de trauma emocional i autodescobriment". A Metacritic manté una puntuació de 72 sobre 100, basat en 12 crítiques, indicant "crítiques generalment favorables".